# Крочефисо (Терамо)
Крочефисо (итал. Crocefisso) је насеље у Италији у округу Терамо, региону Абруцо.
Према процени из 2011. у насељу је живело 151 становника. Насеље се налази на надморској висини од 329 м.